# Thunar
Thunar is een bestandsbeheerder voor Linux en andere Unix-achtigen. Het programma wordt standaard meegeleverd met Xfce 4.4 RC1 en later.

## Geschiedenis
Thunar is gemaakt door Benedikt Meurer en het was bedoeld als vervanger voor Xffm, de vorige bestandsbeheerder van Xfce. Oorspronkelijk heette Thunar "Filer", maar de naam werd gewijzigd na een discussie.

## Doel
Het belangrijkste doel van Thunar is het creëren van een snel, mooi vormgegeven en gemakkelijk te gebruiken bestandsbeheerder. Het is ontworpen om sneller op te starten dan de meeste andere programma's, maar toch aanpasbaar en uitbreidbaar gebleven, door middel van plug-ins. Thunar kan meerdere bestanden tegelijk hernoemen.